# Walter Egan (golf)
Pour les articles homonymes, voir Walter Egan et Egan.
Walter Egan (Chicago, Illinois, 2 juin 1881 - Monterey, Californie, 12 septembre 1971) est un golfeur américain. En 1904, il remporta une médaille d'or en golf aux Jeux olympiques de St. Louis, dans la catégorie par équipe. Il est le cousin de Chandler Egan.